# Мордор

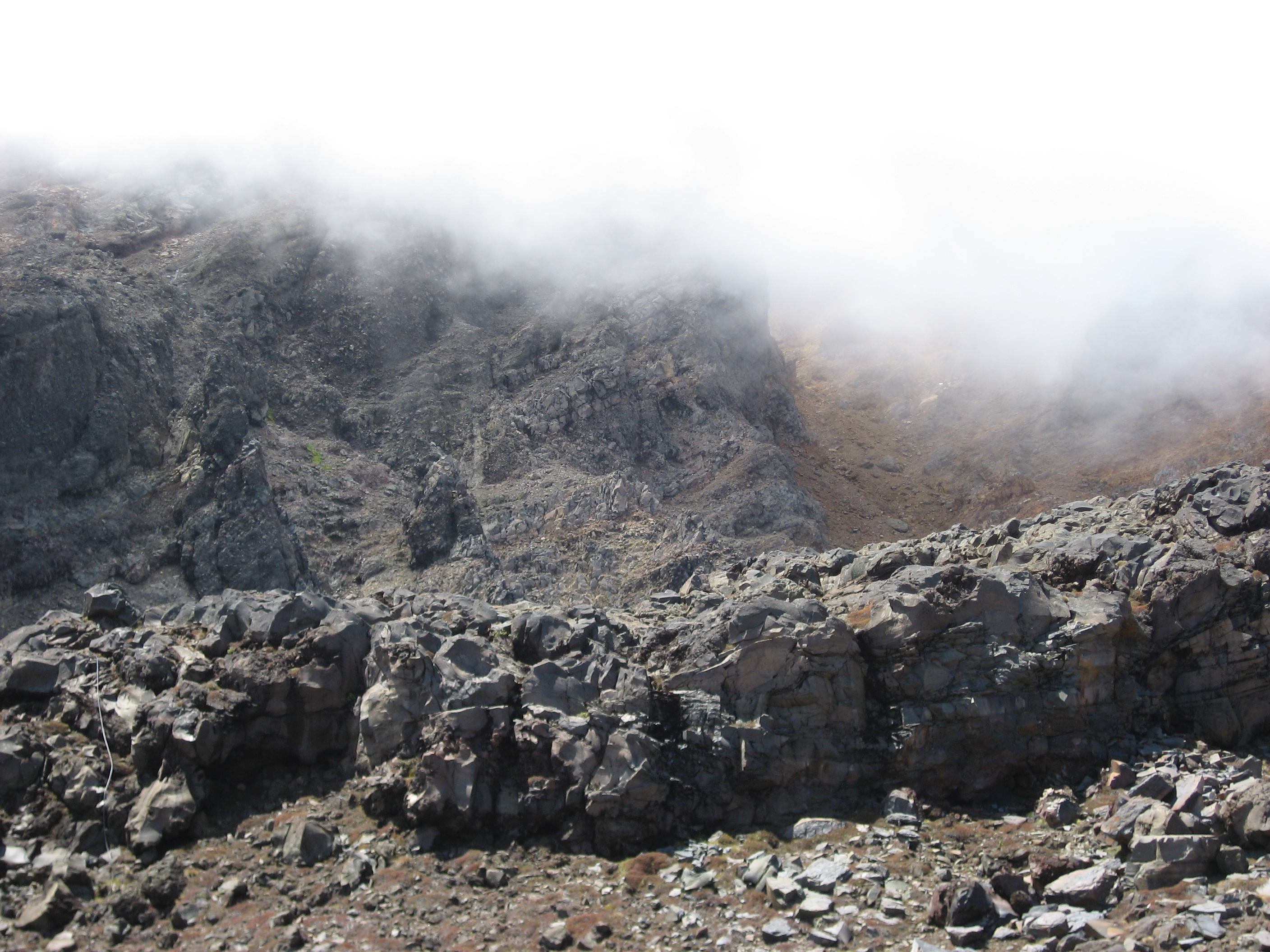
Зображення Мордору у фільмі «Володар Перснів» Пітера Джексона

Мордор (синд. Mordor, у перекладі — «Чорна країна») — країна, яка існувала у вигаданому світі Середзем'я Дж. Р. Р. Толкіна і була осередком сили Чорного Володаря Саурона.
Розташовувалася на південному сході Середзем'я, на схід від Андуїну.

## Географія та природа Мордору

### Кордони та землі Мордору
Північною межею Мордору був гірський хребет Еред-Літуї або Горілі Гори. На північному заході вони з'єднувалися з пасмами гір Ефель-Дуат (Гір Тіні), які оточували країну з заходу, півдня та південного сходу, утворюючи вузький прохід Кіріт-Ґорґор. Обабіч Кіріт-Ґорґор розташовувалися дві башти: Кархост (синд. Carchost — у перекладі «фортеця-ікло») та Нархост (синд. Narchost — «фортеця вогню»), а сам прохід було перегороджено кам'яною стіною з єдиними залізними воротами, які називалися Мораннон або Чорна Брама.
На північ від Мораннону знаходилися рівнина Даґорлад, Нічийні Землі, Ніндалф (Мокрінь) та Мертві Болота.
На південь від Мораннону знаходилася глибока долина Удун (Udûn, буквально — «Пекло», «Підземля»; також це синдаринська вимова квенійського «Утумно»), яка була єдиним місцем, крізь яке з Мордору через Мораннон могла вийти велика армія. З півдня Удун був відділений від решти території Мордору ще одними відрогами Ефель-Дуат та Еред-Літуї, які у цьому місці також майже сходилися, утворюючи прохід Карах-Анґрен або ж Айзенмаут (Залізна Паща). На західному краї Удуну у передгір'ях Ефель-Дуат знаходився замок Дуртганґ.
Уздовж північних відрогів Еред-Літуї проходила дорога, яка вела на схід приблизно до того місця, де по інший бік гір знаходився Барад-дур. Станом на середину Третьої Епохи цю дорогу вже було давно закинуто. Інша дорога вела від Мораннону через долину Удун і прохід Карах-Анґрен до Барад-дура, головної фортеці Саурона у Мордорі, яка розташовувалася на одному з пасом Еред-Літуї.
На південному заході від Барад-дура простягалося сухе й безплідне плато Ґорґорот, на якому знаходився Ородруїн (синд. Orodruin, у перекладі — «гора червленого полум'я» або «вогненна гора» на вестроні) або ж, як його ще називали Амон-Амарт (синд. Amon Amarth, у перекладі — «Фатум-гора»).
На південному сході Мордору знаходилася рівнина Літлад та досить плодючі та вологі землі Нурну навколо солоного внутрішнього Нурненського моря, придатні для ведення сільського господарства.
На заході Мордору в горах Ефель-Дуат був перевал Кіріт-Унґол (синд. Cirith Ungol, у перекладі — «Павучий перевал»), який охоронявся фортецею Мінас-Морґул (раніше Мінас-Ітіль) та однойменною вежею. З західного боку до перевалу вели довгі сходи — спочатку Прямі, а потім Гвинтові, між якими знаходилася невелика порівняно рівна ділянка. Прямі сходи починалися неподалік від Мінас-Ітіля, а Гвинтові виводили до гирла печери Торех-Унґол, більш відомої як лігво Шелоби, та до стежки, яка виводила прямо до воріт Кіріт-Унґола. Через лігво Шелоби проходив тунель, який закінчувався усередині Кіріт-Унґола і був закритий кам'яними дверима. Відкрити їх з зовнішнього боку міг лише той, хто знав пароль, і через ці двері орки з гарнізону фортеції унесли пораненого Фродо.
На захід від Мордору між горами Ефель-Дуат та річкою Андуїн розташовувалися древні ґондорські землі Ітілієну.
На півдні Мордор межував з землями Харондору (Південного Ґондору), Ближнього Гараду та Кханду.
На сході Мордору гір не було, і там його землі поступово переходили у землі Рун навколо внутрішнього Рунійського моря.

### Перевали, долини та печери Мордору

#### Айзенмаут (Залізна Паща)
Прохід у північно-східному Мордорі. На синдарині називався також Карах-Анґрен («Залізна паща»). Він розташовувався там, де сходилися відроги Ефель-Дуат та Еред-Літуї, залишаючи тільки вузький прохід між плато Ґорґорот та долиною Удун. Айзенмаут був дуже добре укріплений, адже прикривав підходи до Чорної Брами Мордору. Прохід перекривався земляним валом з глибоким ровом, через який було перекинуто один-єдиний міст.

#### Кіріт-Ґорґор
У перекладі з синдаріну означає «Ущелина Жаху», на вестроні називався також Перевалом Привидів. Це був основний прохід у Мордор. Він розташовувався у місці, де зустрічалися відроги Еред-Літуї та Ефель-Дуат. Наприкінці Третьої Епохи його охороняли гарнізони Зубів Мордору та Мораннону.

#### Морґульський перевал (прохід)
Морґульський перевал був головним проходом з Морґульської долини до Мордору. Він розташовувався на східному кінці долини, де Гори Тіні були досить низькими. Морґульська дорога проходила крізь долину повз Мінас-Морґул та піднімалася до Морґульського перевалу. Звідти вона збігала униз до Мордору та перетинала Ґорґорот у напрямку Ородруїна та Барад-дура.
Також у «Володарі Перстенів» згадується як Безіменний Перевал. Очевидно цю назву вживали ті, хто не хотів промовляти назву Морґула всує.

#### ПеревалКіріт-Унґол
Перевал у горах Ефель-Дуат. Він був одним з двох шляхів до Мордору з заходу, разом з Морґульським перевалом. Перевал Кіріт-Унґол знаходився високо над Морґульським перевалом, на північній стороні Морґульської долини. У Мордорі дорога з Кіріт-Унґола спускалася з гір, де з'єднувалася з Морґульською дорогою. Охоронявся вежею Кіріт-Унґол. Через перевал Кіріт-Унґол потрапив до Мордору Сем, розшукуючи ув'язненого орками у вежі Кіріт-Унґол Фродо. Поблизу перевалу розташовувалося лігво Шелоби.

#### Саммат-Наур
На вестроні називалася Проваллям Фатуму. Воно було розташовано глибоко у надрах Ородруїну. У 1600 році Другої Епохи у полум'ї Ородруїна Саурон викував Єдиний Перстень.

#### Торех-Унґол
Торех-Унґол було лігвом велетенської павучихи Шелоби. Воно розташовувалося під перевалом Кіріт-Унґол. Орки, які загалом боялися Шелоби, прорили навколо головного лігва свої обхідні тунелі, якими користувалися для власних потреб.
У лігво Шелоби завів Фродо та Сема Ґолум, розраховуючи таким чином дістати Єдиний перстень після того, як обидва гобіти були б з'їдені павучихою.

### Водойми Мордору
У «Володарі Перстенів» розповідається, що у північній та західній частинах Мордору були лише маленькі струмки, які стікали з гір і дуже швидко пересихали, обертаючись на калюжі, заповнені чорною рідиною. Єдине велике озеро з гірко-солоною водою розташовувалося на півдні країни і називалося Нурнійським морем. Навколо нього розташовувалися досить плодючі та вологі землі Нурну, які були придатні для ведення сільського господарства.
У Нурнійське море впадало кілька річок, що брали свій початок у південних відрогах Ефель-Дуат та Еред-Літуї, але назви їх не відомі.

## Рослинний і тваринний світ Мордору
У «Володарі Перснів» зовнішні межі Мордору попід західними схилами, за виключенням південно-східної частини навколо Нурнійського моря, описуються як майже безплідна й суха земля. Єдині рослини, що зуміли вижити у цій конаючій, але ще не зовсім померлій країні, це низькорослі деревця, жорстко покручені гіркі рослини, жорстка сіра трава, сухий мох на валунах, зів'яла поплутана ожина та густий чагарник, який ріс біля дрібних струмочків, що стікали з гір. Кущі ожини, за якими ховалися Фродо та Сем, мали довгі гострі шпичаки та гачкуваті колючки. Інші чагарники теж мали шпичаки, довжиною майже із гобітівську долоню.
З тваринного світу Мордору у «Володарі Перснів» згадуються сірі, чорні та бурі мухи з червоними плямами, подібними на очі, які носилися хмарами, дзижчали та болюче жаліли, хмари зголоднілої комашні над заростями та личинки, що поїли бруньки на рослинах.

## Населення Мордору
У Третю Епоху у фортецях Мордору, таборах та печерах гір, що оточували його, жили орки, тролі та інші істоти, які служили Саурону. У «Поверненні Короля» згадується про наявність у Мордорі рабів (скоріше за все, людей), які обробляли землі навколо внутрішнього Нурнійського моря. Мінас-Ітіль названо цитаделлю рабів Єдиного Персня — назґулів, а у печерах Торех-Унґол у своєму лігві жила велетенська павучиха Шелоба.
На додачу до звичайних орків та тролів, Саурон вивів сильнішу породу орків, Урук-хаїв, та дуже великих тролів, знаних як Олоґ-хаї, які не боялися сонця.

## Фортеці та укріплення Мордору

### Барад-дур
Головною фортецею Мордору був Барад-дур, збудований у період між 1000 та 1600 роками Другої Епохи. Під час Війни Останнього Союзу її було повністю зруйновано, однак наприкінці Третьої Епохи її було відбудовано знову. Барад-дур знаходився у північній частині Мордору біля краю плато Ґорґорот і на відстані приблизно однієї ліги від Ородруїну, з яким був з'єднаний дорогою.
Назва фортеці перекладається з синдаріну як «Темна Вежа». Чорною мовою вона називалася «Луґбурц». Мовою Квенія фортеця називалася Лунату́рко (кв. Lúnaturco) або Та́рас-Лу́на (кв. Taras Lúna).
Після того, як у 2941 році Третьої Епохи Біла Рада вигнала Саурона з Дол-Ґулдуру, він відступив до Мордору і оселився у Барад-дурі, де, відтоді, й перебував до самого свого падіння у 3019 році Третьої Епохи. З Барад-дуру Саурон управляв своїми володіннями. До повернення Саурона його намісником у Барад-дурі був Речник Саурона, який походив з роду Чорних нуменорців.

### Дуртганґ
На західному краї Удуну у передгір'ях Ефель-Дуат над Айзенмаутом знаходився старовинний замок Дуртганґ, колись також збудований ґондорцями.
Після повернення Саурона його було захоплено та перетворено на одну з оркських фортець довкола Удуну.

### Зуби Мордору та Мораннон
Після поразки Саурона наприкінці Другої Епохи від армій Останнього Союзу на відрогах гір обабіч Кіріт-Ґорґор ґондорці побудували дві башти: Кархост (синд. Carchost — у перекладі «фортеця-ікло») та Нархост (синд. Narchost — «фортеця вогню»), призначені для спостереження за Мордором та для того, аби не дати Сауронові повернутися до Мордору. Однак, у Третю Епоху, після того, як міць Ґондору послабшала, гарнізон залишив башти, і вони були захоплені Ворогом. За наказом Саурона башти було відбудовано й у них виставлено озброєну безсонну варту, яка дивилася на північ, захід та схід. У Третю Епоху їх називали Зуби Мордору.
Прохід Кіріт-Ґорґор перегороджувала кам'яна стіна з єдиними залізними воротами, які називалися Мораннон (синд. Morannon) або Чорна Брама. Уперше її було збудовано Сауроном у період між 1000 та 1600 роками Другої Епохи, однак, у 3434 році Другої Епохи у Війні Останнього Союзу Мораннон було зруйновано та відбудовано удруге після повернення Саурона.
У довколишніх горах у печерах та потаємних лазах чатували орди орків. Мораннон та Зуби Мордору охороняли єдиний широкий шлях до Мордору з північного заходу.
У «Володарі Перстенів» розповідається, що лише посланець Саурона, який знав пароль, міг пройти крізь Чорну Браму.
Крізь Чорну Браму намагалися потрапити до Мордору Фродо та Сем, однак їх відмовив від цього Ґолум, який розповів про інший потаємний шлях до Темної Країни (поблизу Мінас-Морґула через перевал Кіріт-Унґол).
У 3019 році Третьої Епохи після падіння Саурону Мораннон та Зуби Мордору були остаточно зруйновані землетрусом, викликаним виверженням Ородруїну.

### Вежа Кіріт-Унґол
Кіріт-Унґолом (синд. Cirith Ungol, у перекладі — «павучий перевал») називалася вартова вежа на однойменному перевалі Ефель-Дуат. На вершині перевалу знаходилася розколина з двома великими кам'яними рогами обабіч. Над північним рогом здіймалася верхівка башти Кіріт-Унґолу. Вежу було збудовано з чорного каменя, вона мала три яруси, які піднімалися один над одним, наче сходинки. Бастіони Кіріт-Унґолу упиралися у широкий гірський карниз, поступово звужуючись нагорі.
Фортеця мала вузький внутрішній двір у першому ярусі, оточений товстим муром, до якої з північного сходу крізь браму вела широка дорога.
Головні ворота Кіріт-Унґолу охоронялися двома Вартовими. У розділі І книги 6 «Володаря Перстенів» вони описуються як величезні статуї на постаментах. Кожен з Вартових мав по три з'єднані тулуби та по три голови, звернуті до середини, назовні й до брами. Голови у них були як у стерв'ятників, а на великих колінах лежали руки з пазурами. Вони здавалися витесаними з величезних кам'яних брил, усередині яких неначе оселився якийсь жахливий дух злісної пильності. У кінці внутрішнього двору на північній стороні Вежі знаходилися великі двері. За ними починався широкий та лункий коридор, освітлюваний смолоскипами, обабіч якого було багато дверей та отворів. Наприкінці його розташовувалася арка Нижніх воріт — заднього входу до вежі, який виводив до лігва Шелоби. Праворуч від Нижніх воріт довгі звивисті сходи вели на плаский дах третього, найвищого рівня Вежі. Він був завширшки приблизно у двадцять ярдів, оточений низьким парапетом. З західного краю здіймався цоголь високого шпиля, який стояв у глибині цього внутрішнього дворику, та здіймав свій ріг над гребенем довколишніх гір. Усередині цей шпиль складався з трьох поверхів, з'єднаних між собою темними та вузькими гвинтовими сходами. Під самим дахом розташовувалася комірчина, до якої можна було потрапити через люк у стелі.
У «Поверненні Короля» розповідається, що Кіріт-Унґол було збудовано ґондорцями після перемоги над Сауроном у Війні Останнього Союзу наприкінці Другої Епохи. Вежа була східним, найдальшим форпостом оборони Ітілієну. За початковим задумом вона призначалася для спостереження за землями Мордору та унеможливлення втечі звідти поплічників Саурону. Також, вона мала перешкоджати поверненню самого Саурона до Мордору. Але після того, як міць Ґондору змаліла, нагляд за Мордором ослабшав, і вежа стояла пусткою. Після того, як Проводар Назґулів повернувся до Мордору у 1980 році Третьої Епохи, Кіріт-Унґол перейшла під його контроль. З Кіріт-Унґолу він напав на Мінас-Ітіль, який захопив 2002 року та перетворив на свою твердиню, знану відтоді як Мінас-Морґул.
Після повернення Саурона у вежі було розміщено гарнізон, який охороняв перевал та перешкоджав утечі рабів Мордору. Вона ж ставала на шляху того, хто йшов до Мордору з заходу, якби йому якимось чином удалося оминути вартових Мінас-Морґулу та лігво Шелоби.
Гарнізон Кіріт-Унґола наприкінці Третьої Епохи складався з орків, які носили на своїх обладунках знак Червоного Ока. Їхнім командиром був Шаґрат.
13 березня 3019 року орки Шаґрата принесли непритомного Фродо Торбинса через Нижні ворота до вежі та ув'язнили його у найвищій кімнаті. Через мітрилову кольчугу Фродо орки гарнізону пересварилися між собою та перебили один одного.

### Мінас-Морґул
У перекладі з синдарину означає «Вежа темного чаклунства». Раніше знана також під своїм первісним ім'ям Мінас-Ітіль (синд. Minas Ithil, у перекладі — Місячна Вежа), чи під повною назвою Мінас-Ітіль у Морґульській долині. У Третю Епоху називалася також Мертвим Містом та Чаклунською Вежею.
Була збудована Ісілдуром на південному краї долини у Ітілієні біля кордонів Мордору. Уперше була захоплена військами Саурона у 3429 році Другої Епохи. Пізніше під час Війни Останнього Союзу була відвойована Ісілдуром, сини якого Аратан та Кіріон тримали там гарнізон, щоб не дати Сауронові утекти з Мордору через західний шлях.
Після перемоги над Сауроном у 3441 році Другої Епохи була відновлена як місто-фортеця під ґондорським правлінням.
У 2000 році Третьої Епохи була взята у облогу назґулами і захоплена двома роками потому. Фортецю було населено пекельними істотами, і її стіни було вкрито потворними ікластими зубцями. Унаслідок цього, Мінас-Ітіль перетворилася на жахливе місце, і отримала нову назву Мінас-Морґул, Вежа Темного Чаклунства.
Розповідають, що 2050 року у її стінах згинув Еарнур, останній король Ґондору з династії Анаріона.
Після повернення Саурону Анґмарський король-чаклун та більшість назґулів угніздилися у Мінас-Морґулі. За її стінами перебувала також незліченна кількість орків.
По дну Морґульської долини протікав потік, Морґулдуїн, через який до воріт у північній стіні фортеці було перекинуто білий кам'яний міст. На його кінцях стояли великі потворні кам'яні статуї людей та тварин. На берегах потоку росли бліді квіти, чий аромат тління зводив людей з розуму, якщо вони підходили надто близько.
Під час Війни Перстеня Мінас-Морґул продовжував залишатися вотчиною Короля-чаклуна та був головною базою військ Саурона. Навесні 3019 року Анґмарський король-чаклун на чолі великої армії орків, тролів та інших темних істот вийшов з воріт Мінас-Морґулу, захопив Осґіліат та розпочав облогу Мінас-Тіріта. Вихід цього війська спостерігали з укриття Фродо, Сем та Ґолум.
Орки з гарнізону Мінас-Морґулу носили на своїх обладунках емблему вискаленого місяця-черепа.
Після поразки на Пеленнорських полях Мінас-Морґул спорожнів, і Армії Заходу, які йшли до Мораннону, зруйнували міст через Морґулдуїн та спалили квіти обабіч потоку.
Після Війни Персня, коли Араґорна було короновано під іменем Короля Елесара, він проголосив, що Мінас-Ітіль у Морґульській долині має бути зруйнований до самих підвалин, і нікому не буде дозволено жити там протягом тривалого часу.

### Табори орків
У «Поверненні Короля» описується, що під час своєї подорожі до Вогненної Гори Фродо та Сем бачили уздовж пасма гір Морґаї військові табори. У милі від підніжжя Морґаї розташовувався один з таких таборів — ціле містечко, схоже на осине гніздо з прямими вулицями, рядами комор та приземкуватих казарм.

### Серегост
У перекладі з синдаріну означає «Кривава фортеця». Фортеця уруків на плато Горгорот. Серегост охороняє розлом Мітрам розташований на південь від Еред -Літуї. Небо над Серегостом закривають хмари попелу, що вивергає Ородруїн. Тут завжди панує холод, місцями щорічно лежить сніг. У Серегості Саурон вивів породу троллів олог — хайї.

### Східна застава
Фортеця на східному кордоні Мордору. Розташована на річці Сірліт (впадає в море Нурнен зі сходу), на дорозі на Серегост, що відходить від Кгандського тракту.

### Таурбанд
У перекладі з синдаріну означає «Мерзотна в'язниця». Фортеця на північно-західному узбережжі моря Нурнен. Збудований у 1000—1310 роках Другої Епохи. Морський порт, де торгували рабами як із людей так і орків. Віддаленість від кордону врятувала Таурбанд від зруйнування після перемоги нуменорців у Війні Останнього Союзу. У 3019 році більшість орків залишили наглядати за рабами. Після падіння Персня орки втекли з Нурну. Таурбанд зберігся як портове місто земель які король Елесар віддав колишнім рабам.

## Історія та етимологія

### Походження назви
Назву «Мордор» може бути перекладено з ельфійських мов двома шляхами: як «Чорна країна» з синдарину або «Земля Тіні» з квенья. Корінь «mor» («чорний», «темний») також присутній у назві Морія («Чорна Безодня»), а «dor» («земля»), також наявне у таких назвах, як «Ґондор», «Еріадор» та «Доріат». Квенійською слово «тінь» перекладається як «mordo».
Саме слово без прив'язки до історії Середзем'я походить від староанглійського morðor, що означає «смертельний гріх» або «ворог» (причому більш пізня остання назва походить від більш ранньої, попередньої). У творах Толкіна часто-густо ті чи інші назви мають різні значення у кількох мовах (як у тих, що були вигадані самим автором, так і у реально існуючих мовах).
У традиційному китайському перекладі як книги, так і фільму назву «Мордор» передано ієрогліфами 魔多 (mó duō), що означає, дослівно: «(місце, де) демонів багато». У іншому варіанті перекладу фільму цю назву передано ієрогліфами 魔都（mó dū）, що означає «столиця демонів».

### Виникнення Мордору
Виникнення Мордору стало наслідком руйнівної діяльності Морґота. Ймовірно, цей край сформувався у результаті велетенських вулканічних вивержень. Назву «Мордор» він отримав уже у часи панування Саурона через наявність Ородруїна (який називався також Фатум-горою) та його полум'я. Утім, до появи Саурона у цьому краю вже жила павучиха Шелоба.

### Рання історія
Саурон оселився у Мордорі через 1000 років після закінчення Першої Епохи. Після цього увесь край був пристановищем його лихої волі протягом майже усіх Другої та Третьої Епох. Відтоді Саурон став відомий як Темний Володар Мордору. У 1600 році Другої Епохи у полум'ї Ородруїну він викував Єдиний Перстень.
Упродовж 2500 років Саурон безперервно правив Мордором. У війні проти ельфів Ереґіону його перемогли нуменорці. Майже через тисячу років під час війни з людьми його захопив у полон і привіз до Нуменора король Ар-Фаразон Золотий. Після руйнації Нуменору Саурон повернувся до Мордору в образі примари й створив собі новий жахливий вигляд, під яким знову почав правити Мордором.

### Останній Союз та Третя Епоха
Під час війни Саурона проти людей Ґондору наприкінці Другої Епохи, об'єднані сили людей та ельфів узяли Мордор у облогу, і через кілька років увійшли до краю. Саурон був переможений в останній битві на схилах Ородруїна. Відтоді приблизно тисячу років ґондорські гарнізони охороняли Мордор та наглядали за його землями.
Однак у Третю Епоху ґондорські вежі та фортеці знелюдніли, і у Мордорі знову почало збиратися зло. Мінас-Ітіль було захоплено назґулами, і фортеці, які мали захищати Ґондор від загрози Мордора, відтепер навпаки захищали Мордор від нападу іззовні. Станом на момент повернення Саурона, країна була дуже добре захищена. На півночі у часи Війни Персня стояли великі гарнізони, а у землях Нурну працювали раби, які займалися сільським господарством та вирощували продукцію для постачання арміям Мордору.

### Війна Перстеня
Протягом цієї війни Саурон стягнув усі свої сили до Мордору. Після поразки на Пеленнорських полях, коли Армії Заходу рушили до Мораннону, Саурон відправив до Чорної Брами військо, яке мало знищити військо Ґондору та Рогану. Однак коли Єдиний Перстень було знищено, Саурон впав та остаточно втратив тіло до кінця часів. Унаслідок виверження Ородруїна стався великий землетрус, який зруйнував Барад-дур, Мораннон та Зуби Мордору.
Після перемоги над Сауроном, Мордор знову перетворився майже на пустку, оскільки орки або утекли, або були вбиті. Землі Нурну були віддані звільненим рабам Саурона. Ґорґорот на початку Четвертої Епохи залишався пусткою.

## Символіка та емблеми

Прапор Мордору

Армії Мордору носили на своїх щитах та обладунках зображення Червоного Ока Саурона на чорному тлі. Таке ж саме зображення було на штандарті, яку ніс почт лейтенанта Башти Барад-дуру, коли той розмовляв з посланцями Ґондору перед Мораннонською битвою.
Орки гарнізону Мінас-Морґула носили на своїх обладунках емблему вискаленого місяця-черепа.

## Мови
У часи Війни Персня Саурон зібрав великі армії своїх поплічників у Мордорі. Вони складалися з людей-рабів зі Сходу та Півдня, які розмовляли багатьма мовами, орків та тролів, які, зазвичай, користувалися, різноманітними спрощеними та спотвореними формами Загальної мови.
Однак, у самому Барад-дурі та у розмовах між воєначальниками Мордору (Примарами Персня та іншими слугами високого рангу, як-от Глашатай Саурона), усе ще використовувалася чорна говірка, вигадана Сауроном під час Темних Років Другої Епохи. Олоґ-хаї також користувалися лише чорною говіркою.

## Культурний вплив

### Україна
У популярній культурі України і країн пострадянського простору Мордор традиційно асоціюється з СРСР і його наступницею Російською Федерацією. Згідно з однією з найпоширеніших алегоричних тлумачень трилогії, під Чорною країною Толкін мав на увазі саме тоталітарний Радянський Союз. Але сучасники автора були іншої думки, наприклад, К. С. Льюїс у рецензії «Знетронення влади» (The Dethronement of Power) пише:
|  | Але якби він почув, як дехто хоче ідентифікувати Перстень з водневою бомбою, а Мордор з Росією, я думаю, він назвав би це «поспішним» словом. Як на вашу думку, скільки часу виростає світ, подібний створеному в романі? Невже можна думати, що його творіння може встигнути за тією швидкістю, з якою сучасні нації змінюють свого ворога нації Номер Один або сучасні науковці винаходять нові види озброєнь? Коли Толкін починав, ядерної зброї не було взагалі, і відповідне втілення Мордору було куди ближче до англійських берегів. |

Сам автор неодноразово спростовував, що під Мордором він розумів СРСР, рівно як наявність будь-яких інших алегорій у «Володарі Перснів».
Під час Російсько-української війни українці стали називати «Мордором» Росію, а російські війська стали називати орками. Ці назви стали настільки популярними, що з «Мордором» Росію почали навіть порівнювати офіційні українські політики.

### Інші країни
Мордор, а також інші відсилки до «Володаря Перснів» присутні у третьому куплеті пісні «Ramble On» гурту Led Zeppelin.

## Цікаві факти
- Толкін пов'язував Мордор з вулканом Стромболі, що на північ від Сицилії[30].
- У 2016 році низка видань повідомляли, що Google Translate перекладає сполучення «Російська Федерація» з української на російську як «Мордор». У прес-службі корпорації заявили, що перекладач автоматичний, він працює без участі людей, використовуючи тільки алгоритми, і пообіцяли виправити помилки[31].